# Peterborough United
Peterborough United (offiziell: Peterborough United Football Club) ist ein englischer Fußballverein aus Peterborough. Der Klub trägt seine Heimspiele im London Road Stadium aus und trägt den Spitznamen The Posh (deutsch die Feinen).

## Geschichte
Der Verein wurde 1934 gegründet, seine erste Football-League-Saison spielte er 1960, in der er den AFC Gateshead ersetzte. Schon in der ersten Saison gelang die Meisterschaft in der vierten Liga, ein Erfolg, den man 1974 wiederholen konnte, nachdem man 1968 aufgrund von unerlaubten Bonuszahlungen an Spieler zwangsabsteigen musste. Nach mehreren Auf- und Abstiegen spielte der Verein in der Saison 1992/93 erstmals in der zweithöchsten englischen Spielklasse, der First Division, musste aber zwei Jahre später wieder absteigen.

## Aktueller Kader 2025/26
Stand 29. Juli 2025
| Nr. |            | Position | Name               |
| --- | ---------- | -------- | ------------------ |
| 1   | Australien | TW       | Nicholas Bilokapic |
| 2   | Nordirland | AB       | Carl Johnston      |
| 3   | England    | AB       | Rio Adebisi        |
| 4   | England    | MF       | Archie Collins     |
| 5   | Schweden   | AB       | Oscar Wallin       |
| 6   | England    | MF       | Brandon Khela      |
| 8   | England    | MF       | Ryan De Havilland  |
| 9   | Nordirland | MF       | Chris Conn-Clarke  |
| 10  | England    | ST       | Abraham Odoh       |
| 13  | England    | TW       | Will Blackmore     |
| 15  | Wales      | AB       | George Nevett      |
| 18  | Irland     | ST       | Cian Hayes         |

| Nr. |          | Position | Name                |
| --- | -------- | -------- | ------------------- |
| 19  | Schweden | ST       | Gustav Lindgren     |
| 28  | England  | ST       | Jacob Wakeling      |
| 33  | England  | AB       | James Dornelly      |
| 34  | England  | AB       | Harley Mills        |
| 35  | England  | MF       | Donay O'Brien-Brady |
| 47  | Wales    | MF       | Joe Andrews         |
| 48  | England  | ST       | Bradley Ihionvien   |
|     | England  | TW       | Alex Bass           |
|     | England  | AB       | Sam Hughes          |
|     | Irland   | AB       | David Okagbue       |
|     | England  | ST       | Declan Frith        |
|     | England  | ST       | Kyrell Lisbie       |

## Peterborough United Hall of Fame
Der Verein führt seit 2008 eine Hall of Fame, in der verdiente Spieler, Trainer, Mannschaften und weitere Personen aufgenommen werden. Mit Stand 2020 wurden insgesamt 36 Personen und Mannschaften aufgenommen.
- Tommy Robson
- Terry Bly
- Jim Hall
- Ken Charlery
- Chris Turner
- Freddie Hill
- Noel Cantwell
- Norman Rigby
- David Seaman
- George Swindin
- David Farrell
- Mick Halsall
- Andy Clarke
- Dennis Emery
- Tony Adcock
- Leon McKenzie
- Jack Carmichael
- Noel Luke
- Derek Dougan
- John Cozens
- Peter Deakin
- Micky Gynn
- George Hair
- Andy Donaldson
- Peter McNamee
- Billy Hails
- Ray Smith
- Steve Welsh
- Trevor Quow
- Peter Price
- Jeff Lee
- Eric Steele
- Meistermannschaft der Viertligasaison 1960/61
- Meistermannschaft der Viertligasaison 1973/74
- Alf Hand (Funktionär)
- Mr. Posh (Maskottchen)

## Ligazugehörigkeit
- 1934–1960: Midland League
- 1960–1961: Football League Fourth Division
- 1961–1968: Football League Third Division
- 1968–1974: Football League Fourth Division
- 1974–1979: Football League Third Division
- 1979–1991: Football League Fourth Division
- 1991–1992: Football League Third Division
- 1992–1994: Football League First Division
- 1994–1997: Football League Second Division
- 1997–2000: Football League Third Division
- 2000–2005: Football League Second Division / Football League One
- 2005–2008: Football League Two
- 2008–2009: Football League One
- 2009–2010: Football League Championship
- 2010–2011: Football League One
- 2011–2013: Football League Championship
- 2013–2021: Football League One / EFL League One
- 2021–2022: EFL Championship
- seit 2022: EFL League One